# Bostrichopyga
Bostrichopyga is een geslacht van insecten uit de familie van de drekvliegen (Scathophagidae), die tot de orde tweevleugeligen (Diptera) behoort.

## Soorten
- B. borealis Hendel, 1903
- B. crassipes (Zetterstedt, 1838)